# Five Tango Sensations
Five Tango Sensations est une suite pour bandonéon et quatuor à cordes d’Astor Piazzolla, composée en 1979 puis réorganisée en 1989 par le compositeur pour l'interpréter avec le Kronos Quartet. Elle reprend cinq pièces d’une suite initialement écrite pour un film expérimental allemand, sans modification musicale majeur.

## Contexte
En 1978, Astor Piazzolla rentre à Buenos Aires avec le sentiment de s’être égaré musicalement comme il le confiera à Natalio Gorin.De sa période italienne, marquée par l’influence du jazz-rock et des groupes comme Weather Report, il ne retient que le succès populaire et la reconnaissance internationale que lui ont apportés les albums Libertango et Summit, enregistré avec Gerry Mulligan.  
J’y ai réfléchi et je me suis dit : ces gens ont raison. Je suis Piazzolla, ma musique est liée au tango. Qu’est-ce que j’ai à voir avec la fusion jazz-rock ?

Astor Piazzolla
Désormais, il tourne résolument la page des sonorités électriques des années 1970 et renoue avec la formation qui incarne le mieux son langage : le Quinteto Tango Nuevo. C’est à cette période qu’il retrouve une écriture plus exigeante, plus cohérente, et sans doute plus inspirée. Il entame alors une dernière phase de sa carrière, au cours de laquelle il se consacre aussi à l’écriture instrumentale en dehors de ses propres projets scéniques, composant des concertos, des pièces de musique de chambre.

## Genèse
L’origine de Five Tango Sensations remonte à 1979, lorsque Piazzolla compose une suite de sept pièces instrumentales destinées au film expérimental allemand Tango durch Deutschland, réalisé par Lutz Mommartz avec l’acteur Eddie Constantine. La musique est enregistrée en 1980 à Munich avec un quatuor à cordes issu de l’Orchestre Kurt Graunke. Le film sort l’année suivante, en 1981.
Cette suite de sept mouvements adopte une forme libre et introspective, éloignée des codes rythmiques et formels du tango traditionnel. Elle est publiée en 1983 sur un disque confidentiel en Italie, sous le titre WOE. Cette suite est également connue sous l’appellation Sette sequenze, bien qu’aucune source autographe ou édition officielle ne confirme que Piazzolla ait lui-même utilisé ce nom.

### Première version originale (1980)
L’enregistrement de 1980, publié en 1983 sur le Lp WOE, pour le label Eleven, présente la version complète des sept mouvements écrits pour le film:
| No | Titre                               | Durée |
| -- | ----------------------------------- | ----- |
| 1. | Sleeping (deviendra Asleep)         | 5:00  |
| 2. | Midnight (deviendra Loving)         | 5:25  |
| 3. | Woe (pas retenu en 1989)            | 2:57  |
| 4. | Look out (deviendra Fear)           | 4:30  |
| 5. | Desire (deviendra Anxiety)          | 5:50  |
| 6. | Awake (ne sera pas retenu en 1989)  | 5:50  |
| 7. | Woe Pass Away (deviendra Despertar) | 6:00  |

### Création deFive Tango Sensations (1989)
Lors de la réorganisation en 1989, Piazzolla sélectionne cinq de ces pièces, écartant Woe et Awake. 
Il restructure ainsi la suite sous le titre Five Tango Sensations, dans laquelle les mouvements adoptent les noms suivants :
| No | Titre     | Durée |
| -- | --------- | ----- |
| 1. | Asleep    | 5:23  |
| 2. | Loving    | 6:10  |
| 3. | Anxiety   | 4:51  |
| 4. | Despertar | 6:03  |
| 5. | Fear      | 4:00  |

Le mouvement Despertar est le seul à porter un titre en espagnol, sans doute pour éviter toute confusion avec Awake, déjà utilisé dans la version de 1980.
En septembre 1989, Piazzolla et le Kronos Quartet répètent à Munich la version réduite de la suite. Ce travail précède de quelques semaines la première exécution à New York, au Lincoln Center, le 25 novembre 1989.
L’enregistrement est réalisé en avril 1990 dans le Power Studio de Manhattan, lors d’une session de trois heures. Ce fut la dernière séance d’enregistrement studio de Piazzolla. Le disque, publié par Nonesuch Records, sort en 1991,.

## Réception
Après avoir dissous son Sexteto en 1989, Piazzolla envisage de se consacrer à l’interprétation de cette œuvre en concert. Il la joue non seulement avec le Kronos Quartet, mais également avec le Mantova Quartet,.
L’accueil critique de Five Tango Sensations est d’abord réservé, même parfois hostile. L’œuvre déroute une partie du public, habituée au climat fiévreux des concerts du Quinteto Nuevo Tango d'Astor Piazzolla. Contrairement aux compositions antérieures, souvent fondées sur une énergie rythmique intense, cette suite privilégie la tension suspendue, le silence, et l’émotion intérieure.

## Analyse
Five Tango Sensations occupe une place singulière dans l’œuvre de Piazzolla. Il s’agit de sa seule suite pour bandonéon et quatuor à cordes. Loin des schémas traditionnels du tango nuevo, l’écriture se veut plus fragmentaire, plus fragile, avec des climats émotionnels très marqués : sommeil, amour, angoisse, éveil, peur.
L’œuvre ne repose pas sur la virtuosité ou l’efficacité dramatique, mais sur la capacité des interprètes à faire naître une tension expressive constante. Le tango reste présent comme fondement culturel, mais il est ici filtré par une esthétique plus radicale, en dialogue avec la musique de la première moitié du XXe siecle.
La suite se caractérise par une grande liberté laissée aux musiciens. Piazzolla impose une rigueur formelle, mais encourage l’inventivité et l’écoute. Cet équilibre entre écriture précise et liberté d’interprétation crée un espace émotionnel profond, et une architecture ouverte où l’improvisation peut affleurer.
José Bragato, copiste d'Astor Piazzolla, orchestre la version pour bandonéon et orchestre à cordes dans les années 90.

## Video
- Version de Asleep par Rodolfo Mederos & Cuarteto Gianneo[10]
- Version de Loving par William Sabatier et le Quatuor Terpycordes[11]
- Version d'Anxiety par Leonardo Ferreyra Tango String Quartet & Néstor Marconi[12]
- Version de Despertar par Rodolfo Mederos & Cuarteto Gianneo[10]
- Version de Fear par Juanjo Mosalini & le Quatuor Lontano[13]
- Version de Woe, retranscrite par William Sabatier et le Quatuor Terpycordes[14]